# Fałszywe zwierzenia
Fałszywe zwierzenia (fr. Les Fausses Confidences) – komedia w trzech aktach Pierre’a de Marivaux wystawiona w 1737.

## Data powstania utworu
Utwór został napisany w 1737 roku i miał swą premierę 16 marca 1737 w l’Hôtel de Bourgogne. Został wystawiony przez aktorów Comédie-Italienne. komedia nie odniosła początkowo takiego sukcesu, na jaki zasługiwała. Mimo sprzyjających okoliczności do jej ponownego wystawienia, trafiła na deski teatru ponownie dopiero w 1793.

## Osoby
| Osoba           | Jej rola w dramacie                       |
| --------------- | ----------------------------------------- |
| Araminta        | bogata wdowa, córka pani Arganty          |
| Dorant          | siostrzeniec pana Remi                    |
| pan Remi        | adwokat, wujek Doranta                    |
| pani Arganta    | matka Araminty                            |
| Arlekin         | sługa Araminty                            |
| Dubois          | dawny służący Doranta, w służbie Araminty |
| Marta           | pokojowa Araminty                         |
| hrabia Dorymont | konkurent do ręki Araminty                |

## Treść
Akcja sztuki rozgrywa się u pani Arganty.
Młody człowiek z dobrze znanej rodziny zostaje zrujnowany i zmuszony do zostania rządcą. Jego były lokaj Dubois, który teraz służy młodej wdowie, bogatej, dobrej i skromnej, widząc go zakochanego w tej damie, postanawia doprowadzić go do poślubienia jej. Nalega, aby Dorant został wprowadzony do domu przez pana Remiego, jego wuja, który jest adwokatem tej pani. Araminta od samego początku jest mu przychylna, uznaje go za osobę dystyngowaną, dobrze ułożoną, polecaną i zatrzymuje go. Wdowa ma proces z hrabią, który chętnie by ją poślubił, aby zakończyć proces, który obawia się przegrać. Jeśli chodzi o nią, nie czuje żadnej ochoty, by poślubić hrabiego i zleca Dorantowi, by przejrzał jej dokumenty i poinformował ją, czy ma jakieś widoki na wygraną.
Dubois, który jest świadkiem tej rozmowy, udaje zdziwienie na widok Doranta. Chlebodawczyni, gdy zostaje sama z Dubois, prosi go o informacje na temat jej nowego rządcy. - Jest najbardziej uczciwym człowiekiem na świecie, wykształcony, uczciwy, dobrze wychowany, ale ogarnięty szaleństwem, jest zakochany. Zaproponowano mu kilka bardzo korzystnych małżeństw, odmówił ze względu na swoją szaloną miłość. Kobiety mają słabość do zakochanych. Araminta pyta więc Dubois, czy zna osobę, która wzbudziła w nim tę namiętność. - To pani, madame. Araminta jest zaskoczona, ale i dotknięta. Nie powinna zatrzymywać swojego rządcy, ale jak przeprowadzić jego natychmiastowe zwolnienie? Powinna przynajmniej trochę zaczekać. Matka Araminty jest odmiennego zdania, ale z innego powodu. Nakazała Dorantowi, aby powiedział córce, że przegra ten proces. Dorant ma wątpliwości czy ma do tego prawo - Oto człowiek, który niczego nie rozumie. Nie każe ci się zastanawiać, czy masz rację, czy nie, ale powiedzieć jej, że się myli, słyszysz?.
Dorant radzi Aramincie, by się dalej procesowała. Pan Remi, który nie jest uczestnikiem spisku przerywa rozmowę, by oznajmić Dorantowi, że proponuje się mu bardzo korzystne małżeństwo; dama jest młoda, bogata, zna go. Dorant odmawia, jego serce jest zajęte, nie chce o niczym słyszeć. Pojawia się ponadto portret w pudełku, który z powodu niezręczności Arlekina staje się źródłem poważnych nieporozumień. Służąca Marta, wyobraża sobie, że jest to jej portret i dochodzi do wniosku, że Dorant jest w niej zakochany. Araminta bierze od niej portret i nakazuje przywołać Doranta. Dorant rozpoznaje swoje dzieło, które wykonał z pamięci i prosi o jego zwrot. Araminta otwiera jednak pudełko i przekonuje się, że jest to jej portret. Dorant pada na kolana i błaga o wybaczenie. Otrzymuje je. Gdy młodzieniec się oddala, Dubois, który widział całą scenę, dopytuje się swej pani czy Dorant się zdeklarował. Araminta odpowiada, że niczego nie powiedział.
Serce wdowy jest już bardzo poruszone. Nie ma jednak czasu na refleksję. Wszyscy skarżą się jej na Doranta, a te skargi są świadectwem jej uczuć. Dodatkowo, dzięki serii rykoszetów, zostaje przechwycony list Doranta, w którym wyznaje on, że jest szaleńczo zakochany w Aramincie i że z tego powodu musi wymówić jej służbę i wyjechać. List zostaje przekazany Aramincie. Kiedy młoda kobieta kończy go czytać, zjawia się Dorant, by się pożegnać. Rozmawiają, są poruszeni, a Araminta wyznaje swemu rządcy, że go kocha. On wyjaśnia, że większość informacji, które krążą po domu to fałszywe zwierzenia, które rozsiewał jej służący Dubois, ale jedno jest prawdziweː głęboka miłość, jaka zrodziła się w nim do Araminty. Ona przebacza mu wszystko w imię tej miłości i jego szczerości i postanawia go poślubić.

## Omówienie
Pomysł sprowokowania miłości poprzez fałszywe zwierzenia był często wprowadzany na scenę zarówno przed Marivaux jak i po nim. Jest to, między innymi, tło małej komedii wierszem Lafonta L'Amour avengé, granej w 1712 roku. Młodzieniec i młoda kobieta zostają skłonieni do miłości w ten sposób, że każdemu z osobna mówi się, że jest kochane przez drugie z nich. Każdy z nich zaczyna grać z drugim w komedię, najpierw dla zabawy, ale grając w miłość, ostatecznie zaczynają ją odczuwać i pobierają się. W Roman d'un jeune homme pauvre nie ma fałszywych zwierzeń, jest natomiast, tak jak w komedii Marivaux, zrujnowany młody człowiek, który przyjmuje posadę rządcy i zdobywa powoli miłość szlachetnej dziewczyny, która długo się broni, by w końcu ulec.
Sztuka została napisana dla szczęśliwego stulecia, który uśmiechało się do teraźniejszości i widziało przyszłość w różowych barwach. Wszyscy bohaterowie są przystojni, spokojni, sympatyczni, dają się bez obawy nieść nurtowi życia. Araminta pozostaje łagodna i spokojna nawet w najbardziej gwałtownych poruszeniach czułości czy gniewu. Urodziła się pośród elegancji jasnego i radosnego czasu, w którym życie było dobre, gdzie można było znaleźć czas na radość i zadowolenie. W tej komedii, gdzie mimo wszystko chodzi w równym stopniu o pieniądze, co o miłość, słowo „pieniądze” jest  jednak rzadko wymawiane. Araminta jest wdową po finansiście, a Dorant prawnikiem. Oboje należą do burżuazji. Marivaux podjął ten sam temat w Przesądzie przezwyciężonym, pozwolił tam jednak stanąć do walki również szlachcie.
Spośród współczesnych autora Desboulmiers chwalił dobrze poprowadzoną, mądrze opracowaną intrygę, przyjemne, dobrze zarysowane postaci, komiczne i ciekawe sytuacje. Planche stwierdzał, że ta sztuka streszcza całego Marivaux, choć faktycznie nie znał całego Marivaux i w ten sposób utrwalał jedynie krzywdzącą dla autora opinię o jego twórczości.